# XX-Mann
Als XX-Mann wird ein Individuum bezeichnet, das ein männliches Erscheinungsbild (Phänotyp) aufweist, obwohl es einen XX-Karyotyp hat (De-la-Chapelle-Syndrom). Das bedeutet, beide Geschlechtschromosomen sind X-Chromosomen, während das normalerweise für die Herausbildung des männlichen Phänotyps notwendige Y-Chromosom fehlt. Die Auftrittshäufigkeit wird mit 1:10.000 bis 1:20.000 angegeben; das in Bezug auf die äußerlichen Merkmale ähnliche Klinefelter-Syndrom kommt etwa zehnmal so häufig vor. Ebenso wie bei der hier nicht vorliegenden Aneuploidie kann hier nicht von einer Erkrankung gesprochen werden, sondern lediglich von einer hormonell bedingten besonderen phänotypischen Ausprägung.

## Ursache

Hypothetische Entstehung des Syndroms: Durch Crossing-over während der Prophase I der Meiose gelangt die SRY vom Y auf das X-Chromosom. Von diesem Effekt sind 2 der 4 Keimzellen betroffen.

Die Ursache dieser Form sexueller Differenzierung ist noch nicht abschließend geklärt. Vermutet wird unter anderem eine Translokation der Sex determining region of Y (SRY) vom kurzen Arm des Y-Chromosoms auf den kurzen Arm des X-Chromosoms während der männlichen Meiose, also bei der Spermienbildung des Vaters. Aus Letzterer gehen vier  männliche Keimzellen hervor, von denen eine das modifizierte X-Chromosom enthält. Wenn dieses Spermium eine Eizelle befruchtet, so führt die SRY auf dem X-Chromosom über die Produktion des Hoden-determinierenden Faktors beim Embryo zur Ausbildung von Hoden und weiteren männlichen Geschlechtsmerkmalen. Da aber letztlich doch zwei X-Chromosomen vorhanden sind – das veränderte väterliche und das mütterliche –, entspricht das Erscheinungsbild beim Jugendlichen und Erwachsenen dann im Wesentlichen dem des Klinefelter-Syndroms, wobei der dort regelhaft auftretende Riesenwuchs nicht beobachtet wird. Hier wie dort führt die Azoospermie zur Infertilität (Unfruchtbarkeit, Sterilität).

## Diagnose
Die Diagnostik erfolgt mittels Chromosomenanalyse (Karyogramm) und des molekulargenetischen Nachweises der SRY, meist im Rahmen einer Abklärung bei vorhandenem Kinderwunsch. Eine kausale (ursächliche) Therapie ist nicht möglich.